# Marcipopsis perineti
Marcipopsis perineti är en fjärilsart som beskrevs av Pierre E.L. Viette 1972. Marcipopsis perineti ingår i släktet Marcipopsis och familjen nattflyn. Inga underarter finns listade i Catalogue of Life.